# Reverence (Faithless)
Reverence è l'album di debutto della band inglese dei Faithless, pubblicato nell'aprile 1996, quindi in ottobre. I singoli estratti, Don't Leave, Salva Mea e Insomnia, sono fra i più grandi successi del gruppo. L'album ha raggiunto la posizione n. 26 delle classifiche britanniche.
Nel novembre 1996 l'album venne nuovamente pubblicato con il titolo Reverence/Irreverence, con un CD bonus contenente le versioni remix dei brani.

## Tracce

### Reverence
1. Reverence – 7:43
2. Don't Leave (con Pauline Taylor) – 4:02
3. Salva Mea – 10:47
4. If Lovin' You is Wrong – 4:17
5. Angeline – 3:37
6. Insomnia – 8:47
7. Dirty Ol' Man – 3:05
8. Flowerstand Man (con Dido) – 3:22
9. Baseball Cap – 2:56
10. Drifting Away (con Penny Shaw) – 4:09

### Irreverence
1. Flowerstand Man (Matty's Remix) (con Dido) – 3:58
2. Angeline (The Innocents Mix) – 1:47
3. Reverence (Tamsin's Remix) – 5:18
4. Soundcheck Jam – 3:00
5. Salva Mea (Way Out West Remix) – 7:46
6. Don't Leave (Floating Remix by Rollo & Sister Bliss) (con Pauline Taylor) – 5:53
7. Drifting Away (Paradise Mix by Angelo D'Caruso) (con Penny Shaw) – 6:46
8. Insomnia (Moody Mix by Rollo & Sister Bliss) – 10:40
9. Baseball Dub (Cheeky All Stars Remix by Goetz, Matt Benbrook, Rollo & Sister Bliss) – 2:40